# ژان فرشو
ژان فرشو (انگلیسی: Jean Fréchaut; ۱۹ سپتامبر ۱۹۱۴ – ۱۶ آوریل ۲۰۱۲) دوچرخه‌سوار اهل فرانسه بود.